# Sinfonía n.º 6 (Haydn)

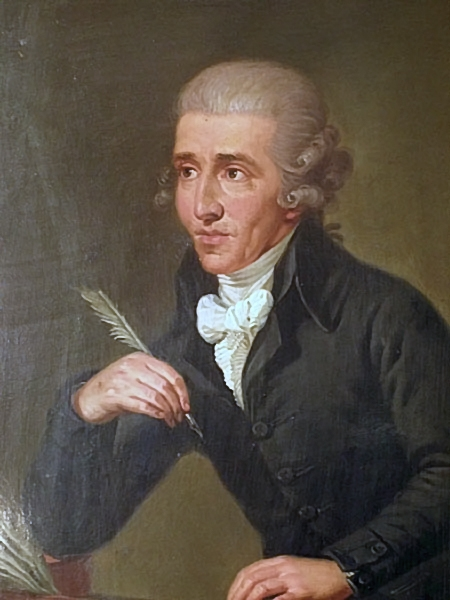
Haydn hacia 1770.

La Sinfonía n.º 6 en re mayor, Hob. I:6, subtitulada Le matin (La mañana), fue compuesta por Joseph Haydn en 1761. Forma parte de una trilogía de sinfonías formada por la Sinfonía n.º 6 Le matin (La mañana), la n.º 7 Le midi (El mediodía) y la n.º 8 Le soir (La tarde), que escribió al inicio de su etapa como vice-kapellmeister al servicio del príncipe Pál II Antal Esterházy de Galánta.

## Historia

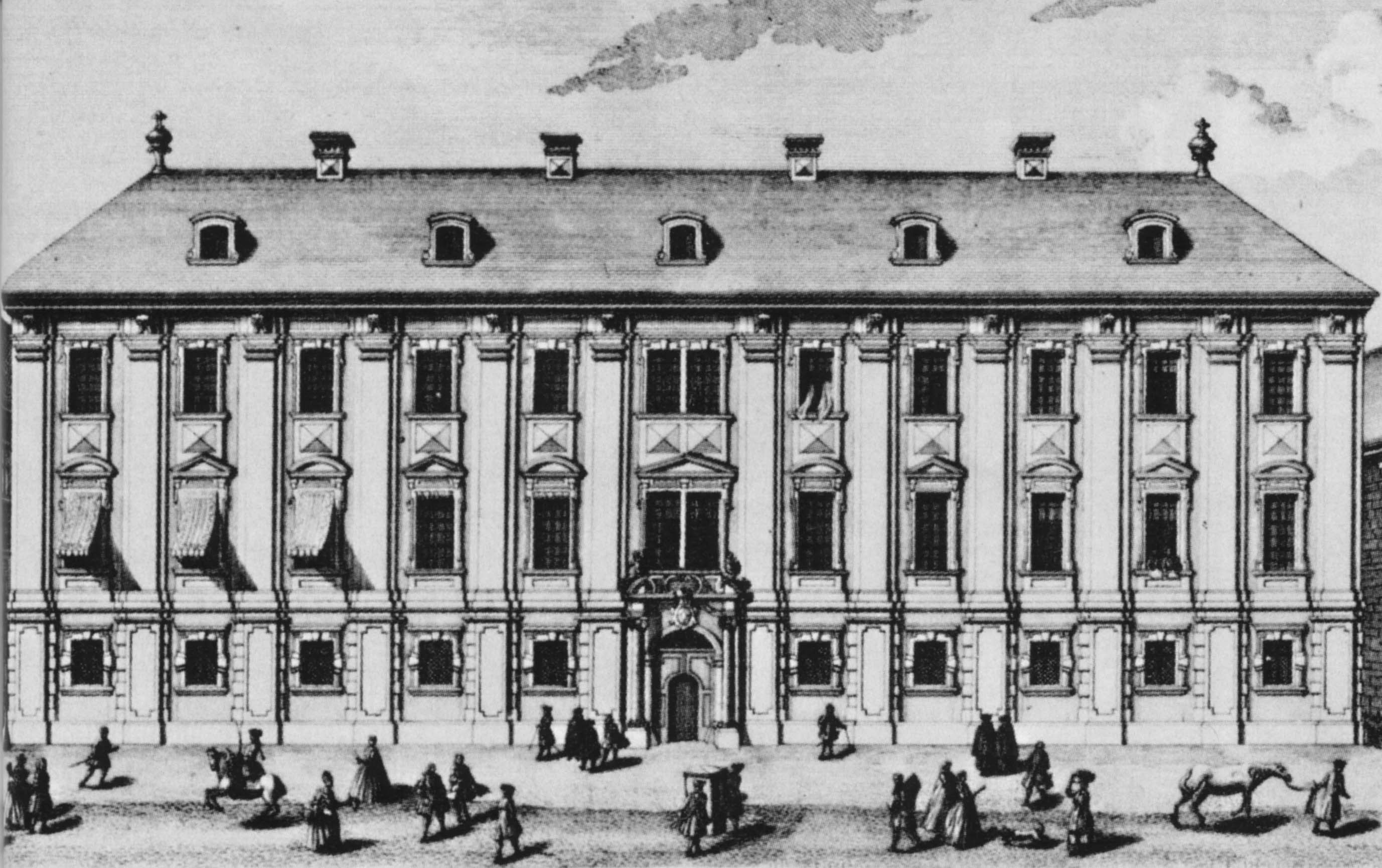
Palacio Esterházy en la Wallnerstraße de Viena, lugar del estreno de esta sinfonía.

La producción sinfónica del maestro austríaco puede dividirse a grandes rasgos en tres bloques temporales: el primer bloque (1757-1761) se corresponde con su periodo al servicio del conde Carl von Morzin (n.º 1 - n.º 5); el segundo bloque en la corte Esterházy (1761-1790 pero con la última sinfonía para el público de Esterházy en 1781); y el tercer bloque (1782-1795) comprende las Sinfonías de París (n.º 82 - n.º 87) y las Sinfonías de Londres (n.º 93 - n.º 104). El 1 de mayo de 1761 el compositor firmó su contrato como vice-kapellmeister (más tarde kapellmeister) de la familia Esterházy, que nominalmente duró 48 años, hasta su muerte.
La composición de esta pieza se cree que pudo desarrollarse en 1761, cuando el compositor tenía 29 años y estaba iniciando su periodo al servicio de la casa de Esterházy. Sus primeras sinfonías de este periodo fueron: la Sinfonía n.º 6 Le matin (La mañana), la n.º 7 Le midi (El mediodía) y la n.º 8 Le soir (La tarde), que forman un tríptico que representa diferentes momentos del día y se conoce como "Die Tageszeiten" (Las horas del día). Es el único ciclo coherente dentro de su producción sinfónica. Aunque los subtítulos no fueron asignados por el propio compositor, sino por el príncipe Esterházy, fueron adoptados enseguida.

## Instrumentación
La partitura está escrita para una orquesta formada por:
- Viento madera: 1 flauta, 2 oboes, 1 fagot.
- Viento metal: 2 trompas en re.
- Cuerda: una sección de cuerdas con violines (1 solista, 2 ripieno), viola, violonchelos (1 solista, 1 ripieno) y contrabajos (1 solista originalmente violone, 1 ripieno).
- Teclado: clavecín como bajo continuo.

En la partitura autógrafa de esta sinfonía, así como en las otras dos de la trilogía, aparece varias veces la indicación "bajo continuo", que conforme a la práctica interpretativa de la época indica con claridad un clavecín en el bajo continuo. Esta práctica era bastante habitual hacia 1760 incluso sin dicha anotación en la partitura. Sin embargo, en cuanto a la participación del clavecín como bajo continuo en las sinfonías de Haydn existen diversas opiniones entre los estudiosos: James Webster se sitúa en contra; Hartmut Haenchen a favor; Jamie James en su artículo para The New York Times presenta diferentes posiciones por parte de Roy Goodman, Christopher Hogwood, H. C. Robbins Landon y James Webster. A partir de 2019 la mayor parte de las orquestas con instrumentos modernos no utiliza el clavecín como continuo. No obstante, existen grabaciones con clavecín en el bajo continuo realizadas por: Trevor Pinnock (Sturm und Drang Symphonies, Archiv, 1989-1990); Nikolaus Harnoncourt (n.º 6–8, Das Alte Werk, 1990); Sigiswald Kuijken (incluidas las Sinfonías de París y Londres; Virgin, 1988-1995); Roy Goodman (Ej. n.º 1-25, 70-78, 82-87; Hyperion, 2002).

## Estructura y análisis
La sinfonía consta de cuatro movimientos:
- I. Adagio 4
4 – Allegro, en re mayor 3
4
- II. Adagio 4
4 – Andante 3
4 – Adagio, en sol mayor 4
4
- III. Menuet, en re mayor – Trio, en re menor 3
4
- IV. Finale. Allegro, en re mayor 2
4

La interpretación de esta obra dura aproximadamente entre 20 y 25 minutos. Se estructura en cuatro movimientos, lo cual será habitual en las sinfonías clásicas. Esta es la primera de tres sinfonías consecutivas en las que Haydn sigue el transcurso del día. La principal intención del maestro austríaco en estas primeras composiciones para Esterházy parecía ser mostrar las habilidades de sus músicos, ya que cada sinfonía de esta trilogía está repleta de destacados solos y partes de gran virtuosismo. Aunque presentan algunos elementos programáticos como la introducción del primer movimiento de Le matin que representa la salida del sol o el Finale de Le soir que evoca una tormenta, las sinfonías de este ciclo son de carácter abstracto, es decir, no representan nada concreto.

### I.Adagio–Allegro
El primer movimiento, Adagio – Allegro, está escrito en la tonalidad de re mayor, en compás de 4/4 que pasa a 3/4 en el Allegro y sigue la forma sonata. Se abre con una introducción lenta, marcada Adagio que parece representar un amanecer que surge de la nada, aumenta en volumen y tono y luego desaparece. El movimiento propiamente dicho, marcado Allegro, arranca enseguida con un rápido tema de flauta, seguido de pasajes frenéticos para las cuerdas con pequeñas interjecciones de los distintos solistas de viento. Presenta pasajes para solos de oboe y flauta. El desarrollo es en gran medida una cuestión de vibración rápida en las cuerdas, con los vientos tratando de suavizar las cosas con la melodía inicial de la flauta. Al final del desarrollo, un solo de trompa toca el tema inicial de la flauta en la tónica, señal que se asocia a la entrada de la trompa al final del desarrollo de la Sinfonía Eroica de Beethoven compuesta cuarenta años más tarde.

### II.Adagio–Andante–Adagio
El segundo movimiento, Adagio – Andante – Adagio, está en sol mayor, el compás es 4/4 en el Andante y 3/4 en los Adagios. El movimiento lento se divide en tres secciones y responde a una forma ternaria. El primer Adagio se basa en el hexacordo. Contiene pasajes para solos de violín y violonchelo al final del Adagio. De nuevo surge lentamente de la nada hacia una pequeña cadencia de violín. El concertino toca un tema pacientemente ascendente derivado de los primeros compases y luego, en la segunda sección del movimiento, ofrece una melodía más ornamentada con un acompañamiento orquestal tenue. Esta melodía finalmente se convierte en dúo con el primer violonchelo. La breve tercera sección es un reflejo de la primera, y el movimiento desciende suavemente hacia el silencio. Algunos comentaristas han interpretado estos compases finales como un homenaje a Corelli, y algunos han sugerido que este movimiento es un retrato de una lección de música, con el violinista de la orquesta Esterházy, Luigi Tomasini, interpretando escalas y otros ejercicios. De hecho, el violín es tan prominente aquí que casi se podría confundir con una parte de uno de los conciertos para violín que Haydn escribió para Tomasini unos años más tarde.

### III.Menuet – Trio
El tercer movimiento, Menuet – Trio, está en la mayor, en compás de 3/4 y adopta una forma ternaria de minueto con trío. El minueto de estilo francés presenta pasajes de estilo concertante. Se oye un elegante solo de flauta acompañado por los violines, del que se hacen eco los oboes y los vientos, así como una sección con fanfarria de vientos. La sección de trío se reduce al registro más grave de la orquesta. Contiene un diálogo ingenioso, aunque tenue, entre el fagot y el contrabajo. A los pasajes de solos de contrabajo y fagot más tarde se unen la viola y el violonchelo solistas.

### IV.Finale. Allegro
El cuarto y último movimiento, Presto, retoma la tonalidad inicial y el compás es 2/4. El Finale continúa el estilo de concerto grosso barroco con pasajes virtuosísticos para chelo, violín y flauta. Es un movimiento compacto que prodiga breves y burbujeantes papeles concertantes a casi todos los intérpretes principales por turno.